# Arrondissement Mirande
Arrondissement Mirande (fr. Arrondissement de Mirande) je správní územní jednotka ležící v departementu Gers a regionu Midi-Pyrénées ve Francii. Člení se dále na osm kantonů a 150 obcí.

## Kantony
- Aignan
- Marciac
- Masseube
- Miélan
- Mirande
- Montesquiou
- Plaisance
- Riscle